# بمب‌گذاری در صنایع سنگین میتسوبیشی در سال ۱۹۷۴
بمب‌گذاری در صنایع سنگین میتسوبیشی در سال ۱۹۷۴ (ژاپنی: 三菱重工爆破事件) یک تروریسم بمب از مقر صنایع سنگین میتسوبیشی در توکیو، ژاپن در ۳۰ اوت ۱۹۷۴ بود که هشت نفر را کشت و حداقل ۳۷۶ نفر را مجروح کرد. این بمباران توسط جبهه مسلح ضد ژاپن آسیای شرقی، یک سازمان رادیکال سیاست‌های چپ تندرو ضد ژاپنی، علیه صنایع سنگین میتسوبیشی برای تأمین ایالات آمریکا علیه ویتنام شمالی در جریان جنگ ویتنام انجام شد.
بمب‌گذاری صنایع سنگین میتسوبیشی در سال ۱۹۷۴ مرگبارترین حمله تروریستی در ژاپن تا زمان حادثه حمله با گاز سارین در متروی توکیو در سال ۱۹۹۵ بود.